# Identificador de usuario
En sistemas tipo Unix, los usuarios son representados por un identificador de usuario, normalmente abreviado como UID o User ID. Las características básicas son:
- El rango de los valores de los UID varía entre los diferentes sistemas, estando como mínimo comprendidos entre 0 y 32767.
- El superusuario debe tener siempre UID 0.
- Al usuario nobody siempre se le suele asignar el UID más alto posible (como oposición al superusuario), normalmente el 32767.

Recientemente, a los usuarios se les asigna un UID dentro del rango del sistema, 1–1000, o en el rango 65530–65535.
- Los UID entre 1 y 1000 son reservados normalmente para que los use el sistema, mientras que algunos manuales recomiendan que sean reservados los UID comprendidos entre el 499 y el 511.
- La lista de todos los UID de los usuarios se encuentran en el archivo /etc/passwd.
- El identificador de usuario es un componente necesario en sistemas de archivos y procesos Unix.
- Algunos sistemas operativos pueden tener soporte para 16-bit o 32-bit de longitud para los UID, construyendo así 65536 o 232 posibles ID. 1782753341